# Крылатский ручей
Крыла́тский руче́й — водоток в районе Крылатское Западного административного округа Москвы, правый приток Москвы-реки на территории ландшафтного заказника «Крылатские холмы». По степени техногенной трансформации относится к III классу — в открытом течении проходит на 10—49 %, речное русло сильно трансформировано. Река протекает в овраге Каменная Клетва, который является самой длинной и крупной по площади овражно-балочной системой «Крылатских холмов».
Длина ручья составляет 750 метров, площадь водосборного бассейна — 2 км². Исток расположен в роднике Рудненская Божья Мать. Водоток проходит на восток через южный водоём очистных сооружений. Далее река в коллекторе протекает на юг вдоль велотрассы до слияния с Москвой-рекой. Притоками Крылатского ручья являются короткие и маловодные водотоки и многочисленные родники.
Овраг Каменная Клетва с 1987 года является памятником природы. В долине Крылатского ручья встречаются краснокнижные растения, такие как хохлатка промежуточная, хохлатка плотная, ландыш, ирис жёлтый, смолёвка, горицвет, гвоздика Фишера, ветреница лютиковая, земляника зелёная, колокольчики широколистный и круглолистный.
Своё название ручей получил по бывшей деревне Крылатское, которая располагалась на его берегах.